# سد قانلو
 سد قانلو  یکی از سدهای در حال بهره‌برداری استان زنجان است.این سد در ۵ کیلومتری [  دوتپه ] قرار دارد.